# Cybernoid II: The Revenge
Cybernoid II: The Revenge è un videogioco sparatutto con un velivolo fantascientifico sviluppato e pubblicato nel 1988-1989 dalla Hewson Consultants per Amiga, Amstrad CPC, Atari ST, Commodore 64 e ZX Spectrum. È il sequel di Cybernoid: The Fighting Machine.
Nel 2002 ne uscì un remake non commerciale per Windows sviluppato dal gruppo amatoriale Retrospec.
Una conversione non ufficiale è stata realizzata anche per Sharp MZ.

## Modalità di gioco
Il funzionamento generale di Cybernoid II è praticamente uguale a quello di Cybernoid (al quale si rimanda), compresi la semplice trama, gli obiettivi, i comandi della navicella, lo stile e l'interfaccia.
I livelli sono nuovi, hanno un aspetto ancora più "organico" e mostruoso e presentano molti più nemici alieni rinnovati. Le armi secondarie selezionabili sono state ampliate, e alle cinque disponibili in Cybernoid sono state aggiunte le smart bomb, che distruggono tutte le difese su schermo, e le bombe traccianti, che si muovono lungo i bordi dello scenario distruggendo le postazioni che incontrano lungo il percorso. Sono sempre presenti inoltre il cannone sul retro e la Cybermace rotante raccoglibili come potenziamenti.
I livelli generalmente sono in tutto quattro, aumentati a cinque nella versione Amiga.

## Sviluppo
Come il primo Cybernoid, anche Cybernoid II venne progettato da Raffaele Cecco e da lui programmato nelle versioni Amstrad CPC e ZX Spectrum. Il predecessore era stato un grande successo e, secondo Cecco, con il seguito si volle seguire la stessa strada, ma evitando di riproporre un prodotto troppo simile. Si rinnovò quindi l'aspetto grafico e sonoro e si aggiunsero novità riguardo agli armamenti e ai nemici.
Si pensò che il modo più effcace per differenziare i due titoli fosse rifare completamente la grafica. Mentre Cybernoid, nelle sue versioni di partenza per CPC e Spectrum, era stato sviluppato solamente da Cecco inclusa la grafica, stavolta Hugh Binns fu incaricato di creare la grafica per Cybernoid II. Elementi come gli occhi vischiosi e le teste mostruose, che si distinguono molto dal predecessore, sono idee di Binns.
Sonoro e musica furono rinnovati e il compositore delle versioni originali rimase lo stesso Dave Rogers del primo gioco.

## Accoglienza
Cybernoid II era un seguito molto atteso dopo il grande successo del primo Cybernoid e non deluse le aspettative, ricevendo dalla critica europea giudizi spesso molto buoni, con medie alte attorno all'80% in tutte le versioni.
Alcune testate furono meno entusiaste, criticando la poca originalità (specie rispetto al primo Cybernoid) e/o l'eccessiva difficoltà del gioco, ma di solito i loro giudizi complessivi erano comunque buoni o discreti.